# Óscar Torres
Pour les articles homonymes, voir Torres.
Óscar José Torres Martínez, né le 18 décembre 1976 à Caracas, au Venezuela, est un joueur vénézuélien de basket-ball, évoluant aux postes d'arrière et d'ailier. 

## Carrière

### Palmarès
- 3e du championnat des Amériques 2005